# 罗伯特·麦克阿瑟
罗伯特·麦克阿瑟（Robert MacArthur，1930年4月7日—1972年11月1日）是一位美国生态学家，主要研究种群生态学和群落生态学。
麦克阿瑟在马尔伯勒学院获得学士学位，在布朗大学获得数学硕士学位（1953）。之后在耶鲁大学师从乔治·伊夫林·哈钦森，1958年获得博士学位，他的论文是关于纽约针叶林中五种莺类的生态位划分。1958年-1965年他是宾夕法尼亚大学教授，1958－65年是普林斯顿大学生物学教授。1965－72年他在发展生态位分区理论上扮演了重要作用，并与爱德华·威尔逊合写了《岛屿生物地理学理论》一书。